# سالنگاشت
تاریخ‌نگاری سالانه یا سالنگاشت (به لاتین: annāles؛ از واژه annus به معنای «سال»)   مجموعه اسناد تاریخی هستند که گاه‌شناسی را به ترتیب رخدادهای سالانه مرتب کرده‌اند. اگرچه این اصطلاح به‌طور محدود برای هر تاریخ مکتوب نیز به کار می‌رود.